# Spirou Basket Club Charleroi
Lo Spirou Charleroi, noto anche per ragioni di sponsorizzazione Proximus Spirou, è una società cestistica avente sede a Charleroi, in Belgio. Fondata nel 1989 come Spirou Monceau, l'anno successivo assunse la denominazione attuale. Gioca nel campionato belga.
Disputa le partite interne nello Spiroudome, che ha una capacità di 7.500 spettatori.

## Roster 2019-2020
Aggiornato al 4 novembre 2019.
|    | Naz.                                   | Ruolo | Sportivo              | Anno | Alt. | Peso | Note |
| -- | -------------------------------------- | ----- | --------------------- | ---- | ---- | ---- | ---- |
| 2  | Stati Uniti (bandiera)                 | G     | Anthony Beane         | 1994 | 188  | 86   |      |
| 4  | Stati Uniti (bandiera)                 | A     | Moses Greenwood       | 1997 | 201  | 100  |      |
| 5  | Belgio (bandiera)                      | G     | Alexandre Libert      | 1990 | 187  | 82   |      |
| 7  | Belgio (bandiera)                      | AG    | Axel Hervelle         | 1983 | 205  | 110  |      |
| 8  | Belgio (bandiera)                      | G     | Noé Botuli            | 2000 | 196  | 80   |      |
| 9  | Bosnia ed Erzegovina (bandiera)        | AP    | Haris Delalić         | 1994 | 202  | 100  |      |
| 13 | Belgio (bandiera)                      | AG    | Yoeri Schoepen        | 1994 | 201  | 98   |      |
| 20 | Stati Uniti (bandiera)                 | C     | Josh Sharma           | 1996 | 213  | 104  |      |
| 21 | Regno Unito (bandiera)                 | C     | Chris Tawiah          | 1993 | 208  | 107  |      |
| 25 | Stati Uniti (bandiera)                 | P     | Joe Rahon             | 1993 | 188  | 88   |      |
| 32 | Belgio (bandiera)                      | AP    | Thomas Creppy         | 1990 | 201  | 97   |      |
| 35 | Belgio (bandiera)                      | P     | Ordane Kanda-Kanyinda | 1996 | 184  | 85   |      |
|    | Marocco (bandiera) · Belgio (bandiera) | C     | Khalid Boukichou      | 1992 | 208  | 120  |      |

### Staff tecnico
- Allenatore:  Pascal Angillis
- Assistenti:  Óscar Lata Alonso,  Sam Rotsaert

## Cestisti
- Brian Clifford 1993-1994

## Palmarès
- Campionato belga: 10

1995-96, 1996-97, 1997-98, 1998-99, 2002-03, 2003-04, 2007-08, 2008-09, 2009-10, 2010-11
- Coppa del Belgio: 5

1996, 1999, 2002, 2003, 2009
- Supercoppa del Belgio: 7

1996, 1997, 1999, 2001, 2002, 2008, 2010